# Férfi 10 méteres szinkronugrás a 2013-as mű- és toronyugró-Európa-bajnokságon
A 2013-as mű- és toronyugró Európa-bajnokságon a férfi szinkron 10 méteres toronyugrás versenyszámát június 22-én rendezték meg a Neptun Swimming Poolban. A férfi szinkrontoronyugrásban német siker született Patrick Hausding és Sascha Klein révén.

## Versenynaptár
Az időpontok helyi idő szerint olvashatóak.
| Dátum                     | Időpont | Forduló   |
| ------------------------- | ------- | --------- |
| 2012. június 22., szombat | 12:35   | Selejtező |
| 2012. június 22., szombat | 17:40   | Döntő     |

## Eredmény
| # | Versenyző                                | Ország                 | Selejtező | Selejtező | Döntő  | Döntő   |
| # | Versenyző                                | Ország                 | Pontok    | Rangsor   | Pontok | Rangsor |
| - | ---------------------------------------- | ---------------------- | --------- | --------- | ------ | ------- |
|   | Patrick Hausding Sascha Klein            | Németország (GER)      | 439,11    | 1         | 463,20 | 1       |
|   | Viktor Minyibajev Artyom Cseszakov       | Oroszország (RUS)      | 421,11    | 2         | 458,76 | 2       |
|   | Olekszandr Horskovozov Dmitro Mesenszkij | Ukrajna (UKR)          | 414,60    | 3         | 436,86 | 3       |
| 4 | Maicol Verzotto Francesco Dell’Uomo      | Olaszország (ITA)      | 362,07    | 5         | 397,56 | 4       |
| 5 | Espen Valheim Daniel Jensen              | Norvégia (NOR)         | 342,84    | 4         | 359,61 | 5       |
| 6 | Vadzim Kaptur Yauheni Karaliou           | Fehéroroszország (BLR) | 374,97    | 6         | 352,77 | 6       |